# HDD Bled
Der HDD Bled (slowenisch: Hokejsko drsalno društvo Bled) ist ein slowenischer Eishockeyclub aus Bled, dessen Senioren-Mannschaft zwischen 2010 und 2012 an der Slohokej Liga teilnahm.

## Geschichte
Der HDD Bled wurde 2005 durch Rudi Hiti gegründet und betrieb zunächst ausschließlich Nachwuchsarbeit. 2010 wurde eine Herrenmannschaft für den Spielbetrieb der Slohokej Liga gemeldet.

## Vereinsstatistiken
Slohokej Liga
| Saison  | Spiele | S | S n. V. | N n. V. | N  | Tore   | Tord. | Punkte | Rang     | Play-offs              |
| ------- | ------ | - | ------- | ------- | -- | ------ | ----- | ------ | -------- | ---------------------- |
| 2010/11 | 27     | 6 | 1       | 4       | 16 | 89:137 | −48   | 24     | 8. Platz | Play-off-Viertelfinale |
| 2011/12 | 24     | 7 | 1       | 2       | 14 | 86:111 | −25   | 25     | 7. Platz | Play-off-Viertelfinale |

## Spielstätte
Die Heimstätte des Clubs ist die 1974 erbaute Hokejska dvorana Bled. Sie bietet insgesamt 1736 Zuschauern Platz. Neben dem normalen Ligabetrieb wird jährlich vor Saisonbeginn auch der Rudi-Hiti-Sommercup ausgetragen, ein Vorbereitungsturnier für Clubmannschaften, an dem bisher neben Vertretern aus Slowenien auch Teams aus Österreich, Frankreich und der Schweiz teilgenommen haben.

## Bekannte Spieler
- Rok Jakopič
- Anže Terlikar